# Riocamba

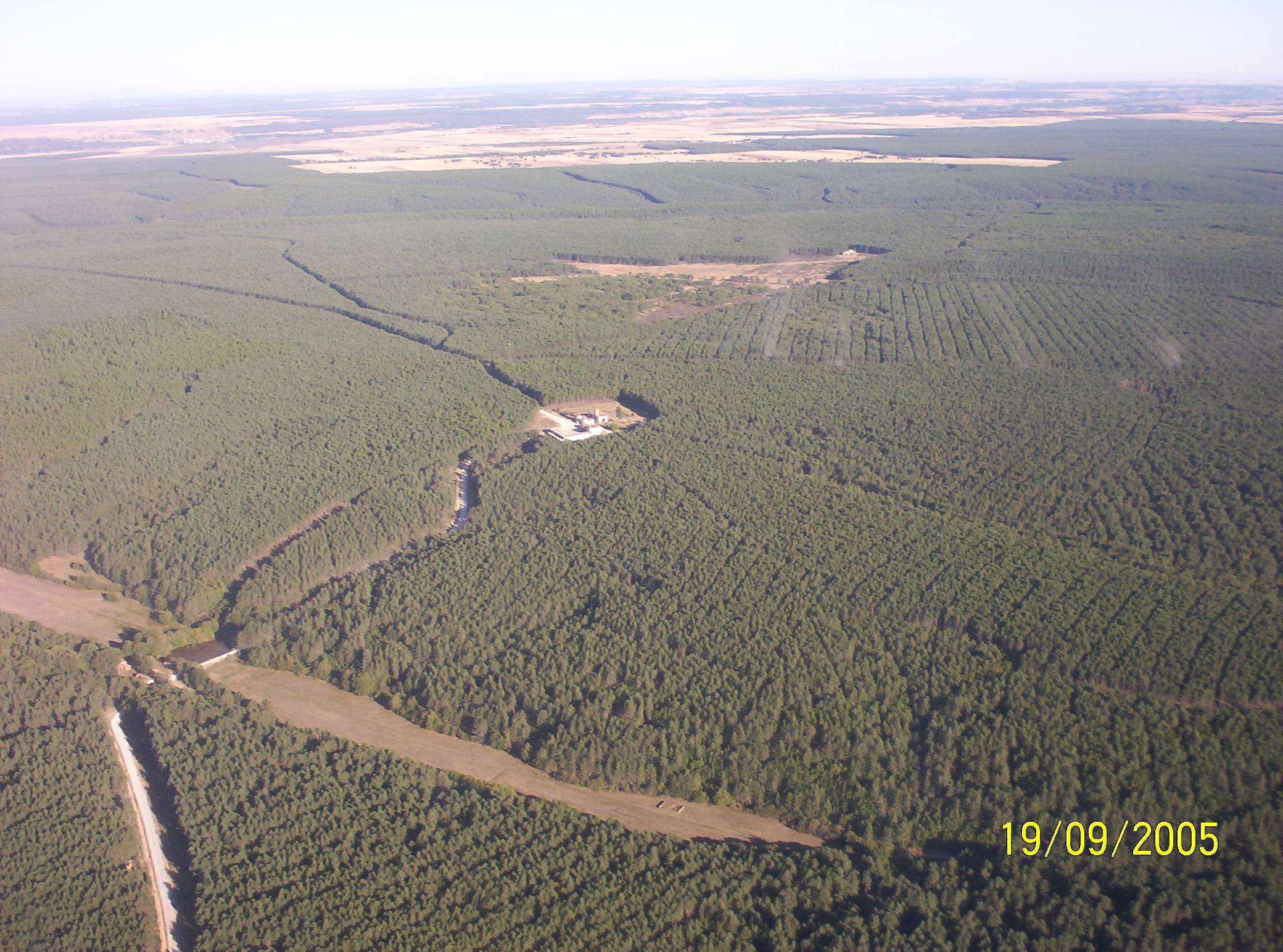
Riocamba en vuelo desde un helicóptero de extinción de incendios de la Junta de Castilla y León.

Riocamba es un monte de la provincia de León, España, en la comarca de Sahagún, dentro del término municipal de Cea.

## Estado legal

### Situación administrativa
- N.º Catálogo de Utilidad Pública: 934 (de los de la provincia de León)
- Término municipal: Cea
- Partido judicial: Sahagún
- Provincia: León

### Pertenencia
Actualmente la titularidad del monte de Ríocamba la ostenta la Comunidad Autónoma de Castilla y León, siendo por tanto la Junta de Castilla y León el órgano superior de gestión del monte.

### Límites y otras definiciones legales
- Norte: monte “Las Conejeras” perteneciente a San Pedro Cansoles, actualmente a Guardo, en la provincia de Palencia.
- Este: monte “Páramo del otro lado”, perteneciente a Villalba de Guardo (inscrito en el catálogo de montes de UP de la provincia de Palencia con el número 328), y monte ”El Soto” n.º 254 UP, perteneciente a Fresno del Río, ambos de la provincia de Palencia.
- Sur: monte denominado “Pico de Valdequintana”, n.º 429 de LD (libre disposición) perteneciente a Renedo de Valderaduey; monte denominado “La Teja”, n.º 430 de L.D perteneciente a Castrillo de Valderaduey, Velilla de Valderaduey y Mozos de Cea; y con monte “Río camba” perteneciente a Valdavida, en el término de Villaselán.
- Oeste: monte “Valdariel y Ontanales” n.º 587 de UP, perteneciente a Canalejas; monte “Rebedul y Tapiales” n.º 586 de UP perteneciente a Canalejas y Calaveras de Abajo y monte “Valdecrianda” n.º 611 de UP perteneciente a Calaveras de Abajo.
- Enclavados: No existen
- Cabidas: 2.500,25 ha. De éstas, se estima (estimación propia del autor del artículo) que unas 400 ha están ocupadas por vías, ya sean pistas forestales, fajas auxiliares de pista (para ampliar su anchura de modo que sirvan a la vez de cortafuegos) y cortafuegos en sí mismos, arrojando un total de 85 km de vías.
- Servidumbres: No tiene.
- Ocupaciones: No existen.

## Estado natural

### Situación geográfica
El monte de Riocamba se sitúa entre las coordenadas geográficas
Longitud: oeste 4°59´10´´ a 4°52´20´´
Latitud norte 42°37´50´´ a 42°43´20´´
Siendo su límite norte42°43′20″N 4°52′20″O / 42.72222, -4.87222
y el sur 42°37′50″N 4°59′10″O / 42.63056, -4.98611
Está representado en las hojas 161 y 163 del Instituto Geográfico Nacional y catastral a escala 1:50.000 (Mapa n.º2)
La población más cercana es Canalejas, en la provincia de León, a 7 km al oeste, a la que se accede mediante pista forestal. Así mismo, se puede llegar al monte desde todas las poblaciones cercanas de los alrededores: Calaveras de Arriba, Calaveras de Abajo, Villaverde de Arcayos, Valdavida, Mozos de Cea, Castrillo de Valderaduey, y Renedo de Valderaduey, en la provincia de León, y Fresno del Río, Villalba de Guardo, Guardo, y San Pedro Cansoles, de la provincia de Palencia.

### Vegetación
Básicamente Riocamba es un pinar fruto de la política de repoblaciones del régimen franquista posterior a la Guerra Civil Española, compuesto por tres especies autóctonas a la par que emblemáticas en la península ibérica, a la sazón el pino silvestre (Pinus sylvestris, pino negral o laricio Pinus nigra y pino resinero Pinus pinaster, este último en declive, ya sea en forma mixta o en masas puras; no es difícil ver bosquetes más o menos amplios de rebollo Quercus pyrenaica o algún que otro roble albar Quercus petraea, que incluso en dos zonas bien definidas (Campalbo y Hojascal) ganan la partida al pinar formando masas dignas de admirar.
Debajo del estrato arbóreo , y a pesar de que éste, debido a la tangencia de copas, ha eliminado ya en gran parte de su superficie el matorral heliófilo, se aprecian gran cantidad de especies de vegetación arbustiva, que se hace mucho más presente en zonas donde el sol, bien por la cercanía de pistas forestales, bien por los tratamientos selvícolas que se vienen haciendo en los estratos altos, permite la presencia de dichas especies; ésta vegetación menuda es muy variada, siendo el brezo (urce se la demonina en León) el más extendido (Erica australis, y en menor medida, Erica arborea, este último de flor blanca, y denominado por ello brezo blanco y Erica umbellata). Otra ericácea de interés es la brecina o gato (Calluna Vulgaris); por su parte la familia de las cistáceas está ampliamente representada por algunos jaguarzos (Halimium alissoides e incluso Halimium umbellatum, y la de las leguminosas por Genista tridentata, por  Genista florida y por  Genista anglica, entre otras. Es muy común encontrarse con la uva de oso (Arctostaphyllos uva-ursi) alfombrando el suelo en su característico modo de extenderse por el mismo, o con la escoba (Cytisus scoparius).
La vegetación acompañante del roble o rebollo está formada en su mayor medida por el espino albar (Crataegus monogina), el endrino (Rubus spinosa), ingrediente principal del pacharán, y algunas especies de rosal silvestre (Rosa sp.), todos ellos refugio de la variada población de pájaros de pequeño porte. Algún que otro manzano silvestre (Malus sylvestris) de porte más arbustivo que arbóreo, o algún aligustre (Ligustrum vulgare completan, junto con la jara (Cistus laurifolius), y otra erica (Erica tetralix) el estrato arbustivo.
En los valles ligados al agua, desde abedul (Betula pendula), salgueras o sauces (Salix alba, Salix cinerea, y otros de menor porte, como Salix eleagnos o  Salix salviifolia, y todas las hibridaciones posibles entre ellos), algún que otro arce (Acer pseudoplatanus), algún fresno, majestuoso en su porte (Fraxinus angustifolia) , arraclanes (Frangula alnus), torviscos (Daphne gnidium), hiedras (Hedera helix)...
Infinidad de plantas medicinales o aromáticas, a la sazón el espliego (Lavandula stoechas), el tomillo (Thymus mastichina y Thymus zygis), el aladierno (Rhamnus alaternus), el llantén menor (Plantago lanceolata), indicado para todo tipo de infecciones de las vías respiratorias, el arándano (Vaccinum mirtyllus), otras bellas por sus flores, como la madreselva (Lonicera periclymenum), la pimpinela (Sanguisorba minor); especies emblemáticas dentro de la Cordillera Cantábrica como el acebo (Ilex aquifolium).
Por no nombrar la infinidad de especies anuales presentes en las zonas de antiguos pastos: desde poas (de alto y pequeño porte, a destacar la Poa vivipara, así denominada por nacer la raíz antes de caer la semilla al suelo): Poa pratensis, Agrostis sp., fromentales (Agrostis sp.), colas de zorra (Alopecurus sp.), bromos (Bromus erectus, Bromus mollis), dactilos (Dactylis glomerata), gramas (Cynodon dactylon), festucas (Festuca ovina, de menor porte, y Festuca pratensis), raigrás (Lolium perenne), todas ellas de la familia de las gramíneas; y cómo no podía ser menos, alguna leguminosa enriqueciendo el suelo pastable: astrágalos (Astragalus sp.), mielgas o alfalfas silvestres (Medicago sativa), melilotos (Melilotus sp.), Ononis sp, tŕeboles (Trifolium sp.), algunas vezas (Vicia sp.)...
Los amantes de la micología encontrarán un paraíso para su disfrute: a destacar setas emblemáticas como el boleto del pino (Boletus pinicola), la calabaza (Boletus edulis), la seta de primavera (Calocybe gambosa) o el delicioso níscalo (Lactarius deliciosus), eso sí, poco abundante, incluso la seta de los césares (Amanita caesarea), rebozuelo (Cantharellus cibarius); altamente venenosas como el boleto de satanás (Boletus satanas), la oronja verde (Amanita phalloides) ; otras muchas, que, seguro, algún micólogo avistado podrá certificar que ha encontrado en sus incansables paseos por Riocamba.

### Orografía

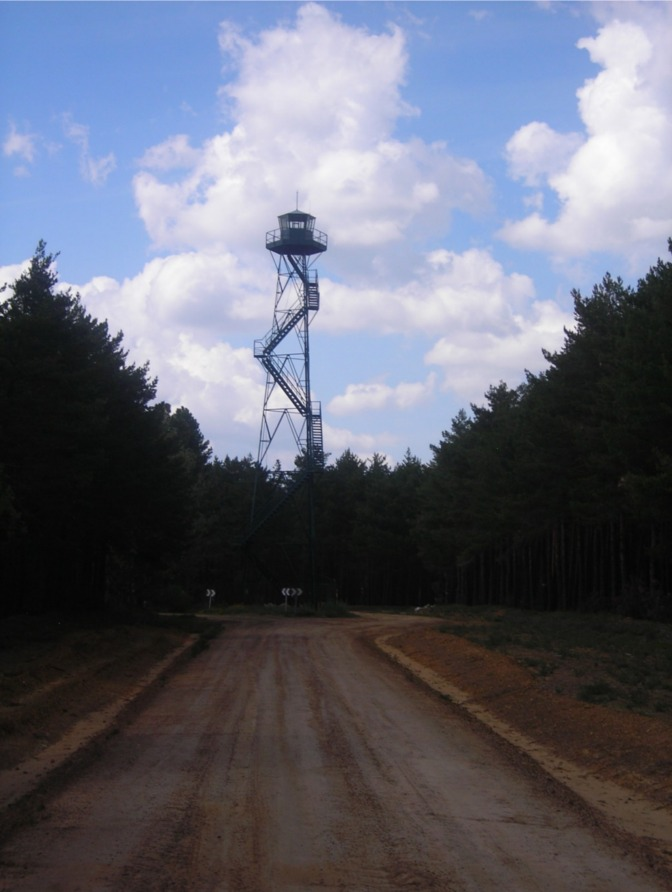
Caseta de incendios metálica en Riocamba.

El monte de Riocamba está situado en el noreste de la provincia de León, en su límite con Palencia. Se encuentra en la altiplanicie de material silíceo que separa la llanura de Sahagún con las últimas estribaciones de la Cordillera Cantábrica.
Los límites altitudinales del monte son desde 990 m en el fondo del valle de Riocamba, hasta 1.154 msnm en la Campera del valle del Palo. La pendiente media es de un 20%; la diferencia es clara entre la parte septentrional del monte donde las pendientes son del 10% y la parte meridional donde éstas son a menudo superiores al 30%
La diferencia de altitud es de 164 m y la altitud media es de 1070 m. No existen grandes manifestaciones de erosión, aunque localmente se pueden ver acarcavamientos de laderas.
Desde el punto de vista hidrológico, el monte está situado en la vertiente atlántica, perteneciendo a la cuenca del Duero. Estos páramos son surcados y divididos por corrientes de agua más o menos importantes que llegan a los afluentes del Duero. La red hidrográfica, de media densidad, está formada por dos cursos principales con orientación Nordeste-Suroeste: el arroyo de Riocamba, que lo atraviesa en toda la longitud del monte al que da su nombre, y el arroyo de Vallehondo que limita por el este con la provincia de Palencia y se encuentra al norte del monte. El río Camba es afluente del Cea y el río Vallehondo es afluente del Valderaduey, que a su vez desembocan, el primero en el Esla, y el segundo en el Duero.

## Historia
El monte de Riocamba de Cea y Valdavida pertenecía al marqués de Denia y conde de Lerma, que se lo cedió al pueblo de Cea en 1485 por un contrato de enfiteusis (cada año el pueblo le debía pagar a él o a sus descendientes a primeros de mayo 10.000 maravedíes, apareciendo en 1.646 como censualista de dicho monte el Duque del Infantado y al presente el señor de Pombo (esto se recoge así en el Diario de León, 1.943, aunque en las escrituras de venta se cita como descendiente del Marqués a D. Francisco Fernández Tejerina, según escritura traducida o aclarada en 1.842 de la expedida por el Marqués de Denia en 1.537). Desde entonces los pueblos de Cea y Valdavida han estado en litigio permanente por el monte y sus aprovechamientos para pasto, ya que Valdavida tenía sobre el monte mancomunidad de pastos. De hecho el pueblo de Valdavida revocó el contrato de cesión del conde por no hacer mención en el mismo a sus derechos. La cesión del monte por parte del Marqués fue “en remuneración de algunos gastos y trabajos que por su servicio había hecho la villa de Cea”.
El monte figuraba en el católogo de los exceptuados con el número 573 denominado “Riocamba y Torreconcejo”, perteneciente a Cea, de 1.600 ha de cabida y poblado de roble. En 1.890 se lleva a cabo una rectificación del catálogo firmada por el ingeniero Don Aurelio Herrán y Belanda, donde se asegura que la cabida total es de 2.779 ha. También se dice en esta rectificación que no ha sido exceptuado ni como dehesa boyal ni como monte de común aprovechamiento pero que es exceptuable con arreglo a la ley de 24 de mayo de 1863, debiendo ser incluido en la relación primera de las mandadas formar por R.O de 8 de noviembre de 1877. También en dicho documento se dice que el monte está gravado con un foro, que el pueblo de Cea paga al Sr. Marqués de Pombo.	
En el Diario de León, con fecha 13 de diciembre de 1943 aparece una noticia respecto al acuerdo llegado por la Junta Vecinal de Cea de sacar a tercera subasta, por pliegos cerrados, la venta del monte Río camba, de libre disposición de esta Junta, y libre de todo gravamen (la Junta tendrá el propósito de redimir el censo enfitéutico que le gravaba a causa de no estar plenamente legalizada alguna de las participaciones en él, como no le fue posible hubo de suscribir la escritura de enajenación obligándose a la redención) por la suma de 465.000 pesetas. La superficie amillarada del predio que se saca a la venta es de 2.727 ha y 50 áreas. La subasta se celebrará el 8 de enero. Se hace constar que el Patrimonio Forestal del Estado, puede ejecutar el derecho de tanteo.
La escritura de compra es del 18 de febrero de 1944 y es otorgada por el presidente de la Junta vecinal de Cea y D. Julio Fernández de la Fuente a favor del Patrimonio Forestal del Estado. D. Julio Fernández de la Fuente fue el primer comprador de la finca frente al cual el Patrimonio Forestal ejerció el derecho de tanteo y retracto en el periodo de tiempo reglamentario. El Patrimonio lo compró por 560.003 pesetas.
Pero el tema del censo no estaba zanjado, María Amparo García, Laureana Bartolomé y Maximiliano Pérez Fernández se declaran propietarios del censo enfitéutico y por tanto del “dominio directo” por compra a Anastasia Fernández de Tejerina, hija de D. Francisco Fernández de Tejerina y por tanto descendiente del Marqués (“un censo enfitéutico constituido por escritura otorgada ante el Escribano y Notario de Reinos D. Pedro Suárez en 24 de agosto de 1.537 por D. Luis de Rojas y de Sandobal, Marqués de Denia y Conde de Lerma, sobre el monte titulado Río Camba. Este censo se ha reservado según consta en una copia simple de la escritura otorgada en Sahagún el 3 de julio de 1.909 ante D. Carlos del Valle Inclán por la cual el presidente y los vocales de la Junta Administrativa de la Villa de Cea en representación de ésta y de sus vecinos reconocen como dueño directo del monte a D. Francisco Fernández de Tejerina”). Este censo obliga a pagar en el último día del mes de mayo cada año la cantidad de 10.000 maravedíes o su equivalencia en moneda corriente (438 reales) por parte de Cea al heredero del marqués de Denia. El dominio directo lo adquirieron mediante escritura otorgada por el notario de Villada Mariano Fernández Moncada en 1934. Como se trataba de una enfiteusis anterior a la promulgación del Código Civil sujeta al pago de laudemio, les corresponde percibir del comprador, en este caso el Patrimonio Forestal del estado, el 2% del precio de enajenación que por ser de 560.003 pesetas asciende a 11.200 pesetas. Sin embargo el Patrimonio rechazó la reclamación de dicho laudemio alegando la ausencia de asistencia a la sesión celebrada por la Junta Vecinal del 29 de marzo de 1941,  que implica la licencia a la que se refiere el artículo 1.646 del Código Civil. También alega que ya había transcurrido más de un año desde la adquisición del dominio útil por el Patrimonio Forestal.
En la escritura de compra hay un párrafo subrayado que dice: “El Excmo Gobernador Civil manifiesta al adjudicatario que como el anuncio de la subasta no hablaba de arrendamientos y sí solo de que el monte está libre de todo gravamen ha de entenderse que todo postor y por tanto el adjudicatario habrá de interpretar correctamente el sentido del concepto libre de gravamen, sin considerar como tal algún arrendamiento que pudiera existir que en su consecuencia estima que se ha procedido con arreglo a la Ley y condiciones de la subasta”, y más adelante dice: “El Sr presidente de la Junta Vecinal hace entrega al representante del Patrimonio Forestal de un talón por 112.000 pesetas y 60 céntimos que corresponden al 20% del precio de la venta, que detrae el patrimonio con arreglo a ley 20 de febrero de 1.942 y el resto o sea 7.500 pesetas para atender a sufragar los gastos que origine la redención del censo que sobre la finca pesa[...] podrán los dueños directos ejercer el derecho de retracto durante el plazo de un año y el adquiriente vendrá obligado al pago del laudemio regulado en los artículos... Sin embargo el caso no se resolvió porque hay un último documento de febrero de 1.955 haciendo referencia a la reclamación del laudemio”.
Respecto al estado legal que recoge la memoria de reconocimiento del monte como fase previa a la elaboración del proyecto de repoblación, se señala la pertenencia al Estado del monte por su compra al pueblo de Cea, al que pertenecía desde 1.537 (frente a 1.485)por cesión de la casa de Lerma (frente a la casa de Denia). Se señala también que conservaba  un censo de 109,85 pesetas(aquí la cantidad difiere con la anteriormente reseñada según el Diario de León). El Ministerio de Hacienda lo tenía catalogado como “Dehesa Boyal” con el número 372 y con una cabida de 2.779,20 ha. En 1.931 el pueblo de Cea había acordado con el de Valdavida la cesión de 250 ha del monte a cambio de la renuncia de éste a su derecho a pastos, condición ésta “sine qua non” del Patrimonio para su compra. Pero los límites no quedaron claros hasta 1.943.

## Plan dasocrático.
En 1944 el Ingeniero de Montes D. Juan Jesús Molina Rodríguez redacta la Memoria de Reconocimiento del Monte de Riocamba, dividiendo al monte en tres secciones y trece rodales. Es el primer documento de carácter forestal relacionado con el monte, y ya contiene una serie de propuestas de actuación para la mejora del mismo. Se describe el estado general del monte como de acusada degradación: siglos de incendios repetidos y devastación ganadera han convertido el frondoso bosque de otros tiempos en una enorme extensión de brezo salpicada de brotes de rebollo recomidos y requemados; sólo algunas vallejas de la zona sur cobijan algunos rodales de roble albar, rebollo o quejigo.
De forma inmediata se plantea la recuperación del monte. Antes de finalizar el año 1944, el mismo Ingeniero redacta el primer Proyecto de Repoblación. Lo degradado del medio lleva a elegir como especies principales para un primer estado de restauración a  los pinos silvestre y negral, aunque se plantean también repoblaciones con rebollo y se plantan numerosos abedules en las vaguadas.
A esta primera propuesta siguieron otras muchas. Los trabajos de preparación del terreno y de plantación, así como otros relacionados como descepes y carboneos, constituyeron una fuente de empleo esencial en la comarca, e incluso implicaron la llegada de decenas de personas, como los carboneros venidos de Extremadura. Junto a las propuestas de repoblaciones se van elaborando y ejecutando otras: de resalveo de las matas de roble, de implantación y mantenimiento de pastizales, de reposición de marras en las repoblaciones, de apertura de pistas, etc.
Se construye una gran casa forestal y diversas dependencias para acoger a los trabajadores, se instala un gran vivero para producción de planta forestal, se hacen diversas charcas en el monte para proporcionar agua a la fauna que está comenzando a recuperarse. Decenas de familias trabajan y viven en Riocamba, varios niños nacen allí; se crea una escuela para su educación, se levanta una ermita.

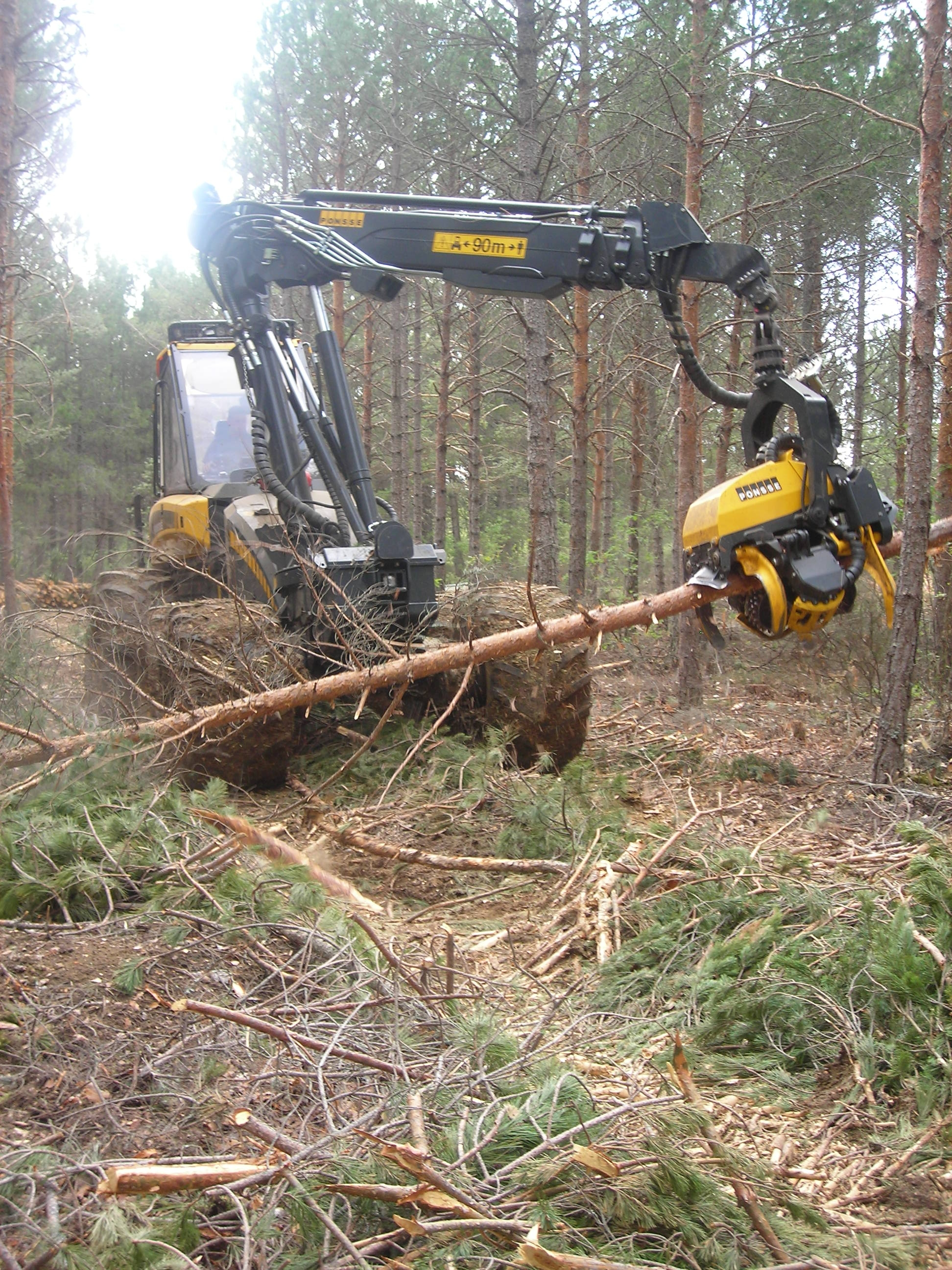
La madera es el aprovechamiento más importante en Ríocamba.

Las repoblaciones continuaron hasta 1.962. La masa implantada se fue desarrollando y cobijando una fauna y flora cada vez más ricas. Los venados se hicieron proverbiales por su abundancia y la calidad de sus trofeos; al abrigo del pinar, a mediados de los años ochenta aparecieron los primeros helechos, poco después los primeros acebos; el roble se fue paulatinamente recuperando y extendiendo. Hoy Riocamba, el monte de Utilidad Pública n.º 934 de la provincia de León, es un emblema y un motivo de orgullo: produce anualmente una elevada cantidad de madera (unas 5.000 Tm/año) en concepto de claras (es lo que se conoce en términos dasocráticos  como “posibilidad” -a tales efectos, revisar los conceptos de “dasonomía” y “dasocracia”), acoge una creciente presencia de frondosas y alberga una fauna rica en especies de interés cinegético o protegidas. La idea inicial de redactar un Proyecto de Ordenación se vio posteriormente sustituida por  otra de elaborar un Plan Dasocrático, debido a la homogeneidad de la masa y su edad media aún alejada de la de madurez.

## Objetivos.
Dotar al ecosistema de una mayor diversidad (estabilidad) en especies y formaciones, consolidar la producción de madera, mejorar la capacidad del medio para acoger una población cinegética de calidad, fomentar la experimentación y definir y materializar la división dasocrática necesaria.

## División inventarial en la actualidad.
A día de hoy en el monte se establecen dos cuarteles, 85 rodales y de estos 9 se hallan divididos en subrodales. La diferenciación de cuarteles  está basada principalmente en la presencia de roble. Mientras que en el cuartel A la presencia de roble es muy localizada en el cuartel B el roble convive entremezclado con el pino en muchos puntos y en otros forma manchas puras de considerable extensión. Además el rebrote del roble es tan fuerte que parece clara la invasión del mismo en este cuartel. El Cuartel A que ocupa la zona Norte del monte abarca una superficie de 1.734 ha y 62 rodales. El cuartel B, abarca la parte meridional del monte con una extensión de 749 ha y 23 rodales. La superficie media de los rodales del monte es de 26,4 ha.
Los rodales se han diferenciado atendiendo principalmente a accidentes geográficos (ríos, vaguadas) y vías e infraestructuras (pistas, cortafuegos). También se han considerado diferencias de especies, edades o espesuras pero siempre supeditadas a las lindes geográficas o que establecen las infraestructuras. La razón de primar éstas es facilitar la gestión forestal a lo largo del tiempo. La diferenciación en subrodales ha sido motivada por la existencia de rodales donde parte de la superficie estaba cubierta por masa de 40 años de edad y la otra parte por masa de 12 años de edad.